# رولينز أ. إيمرسون
رولينز أ. إيمرسون (بالإنجليزية: Rollins A. Emerson)‏ هو عالم نبات وأستاذ جامعي وعالم وراثة أمريكي، ولد في 5 مايو 1873 في نيويورك في الولايات المتحدة، وتوفي في 8 ديسمبر 1947 في إثاكا في الولايات المتحدة.